# XXV Batalion Saperów
XXV batalion saperów  (XXV bsap) – pododdział saperów  Wojska Polskiego w II Rzeczypospolitej.

## Historia batalionu
W grudniu 1920 w Poznaniu został sformowany XXIII batalion saperów dla 23 Dywizji Piechoty. W skład batalionu weszły dwa plutony z kompanii zapasowej saperów nr VII oraz szeregowcy z rozformowanych trzecich kompanii XIV i XVII batalionu saperów. Dowództwo batalionu czasowo objął por. Czesław Prusinowski. W styczniu 1921 dowództwo przejął kpt. Stefan Langner.
W końcu marca 1920 batalion został wysłany na granicę Górnego Śląska, początkowo do miasteczka Mikstadt, a od 10 lipca do wsi Antonin. Po ogłoszeniu plebiscytu na Górnym Śląsku batalion wraz z 23 Dywizją Piechoty został odesłany do Ośrodka Ćwiczeń Biedrusko, dokąd przybył 16 września. W końcu października wrócił do Poznania i po przemianowaniu na XXV batalion saperów wszedł w skład organizacyjny 7 pułku Saperów Wielkopolskich.

## Dowódcy batalionu
- por. Czesław Pobóg-Prusinowski (XII 1920 – I 1921)
- kpt. / mjr Stefan Langner (I 1921 – VI 1925)